# Dorf Mecklenburg
Dorf Mecklenburg é um município da Alemanha localizado no distrito de Nordwestmecklenburg, estado de Mecklemburgo-Pomerânia Ocidental.
É membro e sede do Amt de Dorf Mecklenburg-Bad Kleinen.